# Malkning
Malkning er den proces, hvor man får mælk fra en ko, ged eller andre dyr.
Før i tiden var det malkepigernes arbejde. De sad på en lille 3-benet malkestol.
Malkningen foregik ved at sætte en malkespand under yveret. De mest avancerede havde en ekstra lille spand til at samle de første liter mælk op i. Denne mælk indeholdt antistoffer som man gav til kalvene, så de var mere modstandsdygtige overfor sygdomme.
Efter malkningen blev mælken fra malkespanden hældt gennem et filter og ned i en mælkejunge.
I dag foretages malkning med en malkemaskine, der er tilsluttet et fælles rørsystem, der leder mælken ned i en rustfri ståltank.

## Andre betydninger
I overført betydning kan man malke en person for penge og andre ting, altså tage alt hvad en person ejer. Tømme er et andet ord for malke.